# Microsoft Lumia
Microsoft Lumia (anteriormente Nokia Lumia) fue una serie de teléfonos inteligentes diseñados y comercializados por Microsoft que ejecutaban el sistema operativo Windows Phone, con el objetivo de competir con los dispositivos iOS y Android. Fue desarrollada originalmente por Nokia hasta que en 2014 Microsoft compró la división de dispositivos móviles de Nokia y adquirió la marca Lumia. La serie fue introducida en noviembre de 2011 como resultado de una asociación a largo plazo entre Nokia y Microsoft.
En octubre de 2014, se anunció que el nombre de la serie Nokia Lumia sería en lo sucesivo Microsoft Lumia, lo que supuso la desaparición de la marca Nokia en esta gama. Debido a la caída continuada de ventas, a causa de menos producción de dispositivos, a finales de 2016 desaparece la marca y la serie de teléfonos Lumia.

## Historia
De 1988 a 2007, Nokia fue el mayor vendedor de teléfonos móviles en el mundo, sin embargo, en los últimos años, su cuota de mercado se redujo como consecuencia de la creciente utilización de los teléfonos inteligentes con pantalla táctil de otros proveedores, tales como los IPhone y los dispositivos que ejecutan Android.
En 2010, su cuota de mercado había disminuido al 28 %, y en abril de 2012, Samsung Electronics (jefe en teléfonos Android) superó a Nokia como el mayor proveedor de telefonía móvil. El CEO de Nokia Stephen Elop transmitió la idea de que producir dispositivos con Android provocaría que la empresa no fuera capaz de diferenciarse adecuadamente de otros proveedores.

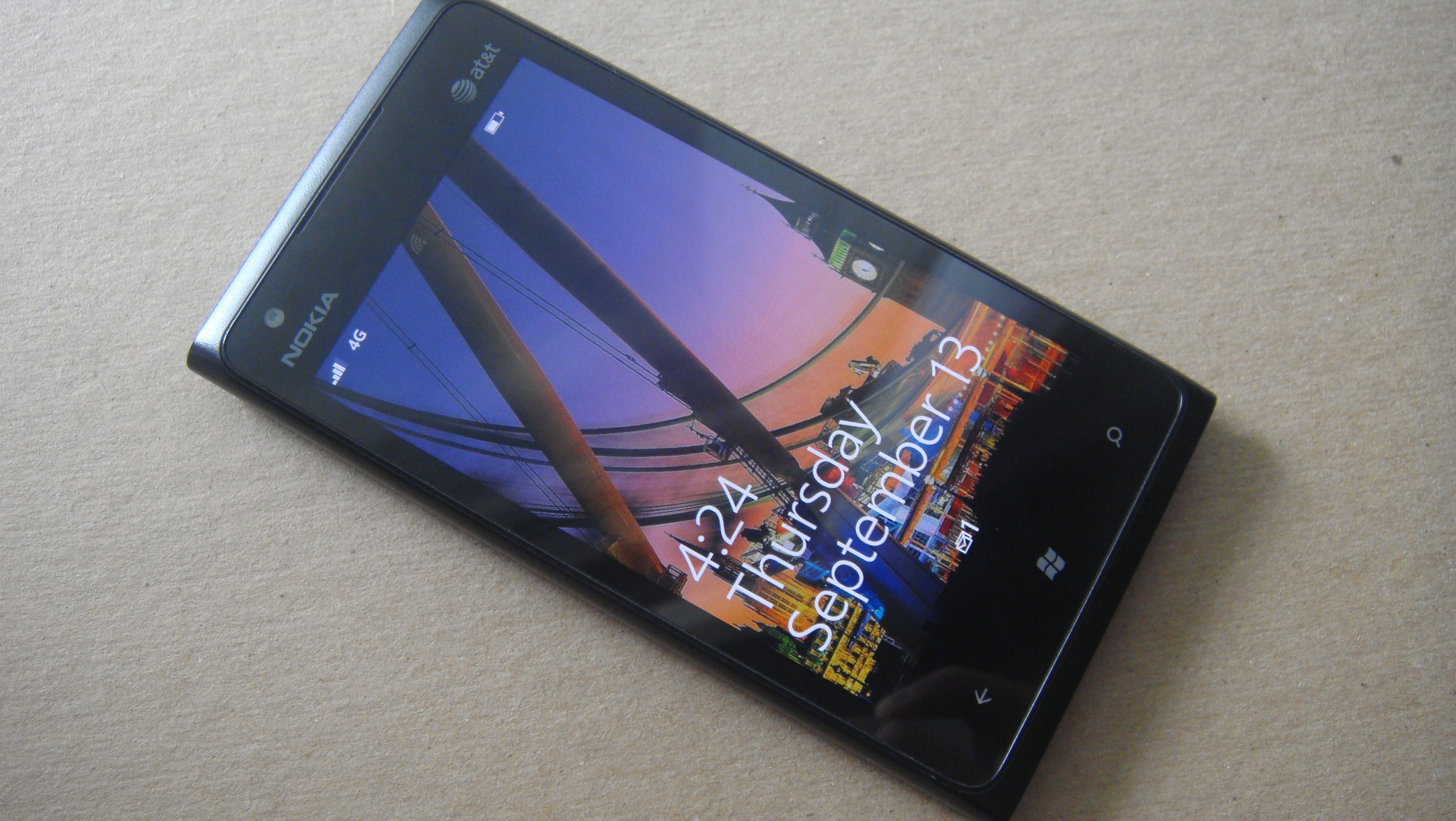
Nokia Lumia 900, primer teléfono inteligente Nokia con tecnología 4G LTE.

En febrero de 2011, Stephen Elop y el CEO de Microsoft Steve Ballmer anunciaron conjuntamente una importante asociación comercial, por la cual Nokia adoptaría Windows Phone como su principal plataforma de teléfonos inteligentes futuros, reemplazando tanto Symbian como MeeGo. El acuerdo también incluyó la integración de Bing como motor de búsqueda en los dispositivos Nokia, y la integración de Nokia Maps en los propios servicios de mapas de Microsoft. La alianza con Microsoft había sido considerada como una posibilidad por los analistas, debido a que Elop había sido empleado de Microsoft.
Nokia presentó sus primeros dispositivos con Windows Phone 7 el 26 de octubre de 2011 en la conferencia Nokia World, Nokia Lumia 710 en la gama media y el Nokia Lumia 800 en la gama alta. Motivado por las peticiones de la compañía telefónica de EE.UU AT&T para una dispositivo LTE, Nokia desarrolló rápidamente el Nokia Lumia 900, presentado por primera vez en el CES 2012. El Nokia Lumia 900 recibió una fuerte promoción por la compañía como un dispositivo estrella, pero su lanzamiento fue afectado por un error de software que impidió que el dispositivo se conecte a determinados redes de datos móviles, obligando a AT&T para emitir $ 100 créditos para aquellos que compraron el dispositivo. Tras su lanzamiento en abril de 2012, el Lumia 900 fue catalogado como un éxito de ventas en Amazon.com, pero las ventas en línea comenzó a antisabotaje desconectado en mayo. Si bien no se revelaron más mayores detalles, un representante de Nokia dijo que la compañía estaba "contenta con la reacción de los consumidores, así como el apoyo que hemos recibido de AT&T", mientras que AT&T afirmó que el Lumia 900 había "Superado las expectativas ".

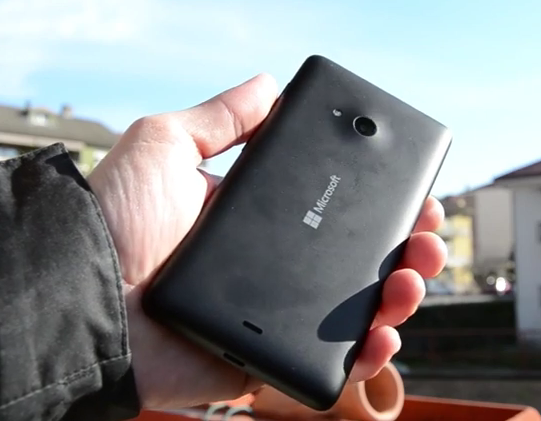
Microsoft Lumia 535, el primer teléfono de la marca Microsoft

A principios de 2012, Nokia lanzó el Nokia Lumia 610, un nuevo dispositivo de nivel de entrada. Estos nuevos dispositivos de gama baja se destinaba a incrementar la adopción de Windows Phone en los mercados emergentes como China. Más tarde, en septiembre de 2012, Nokia presentó el Nokia Lumia 920, su primer dispositivo que utilizaba la segunda generación de la plataforma Windows Phone, Windows Phone 8. El Lumia 920 destacó especialmente por su carga inalámbrica, NFC, y una cámara " PureView " con estabilizador de imagen óptico. Los Lumia 920 fue un éxito comercial para la empresa. En 2013, Nokia también introdujo el Nokia Lumia 925, una versión revisada de los 920 con una delgada estructura de aluminio que incorpora, y el Lumia 1020, que cuenta con una cámara de 41 megapíxeles basada en la tecnología del Nokia 808 PureView, con Symbian OS.

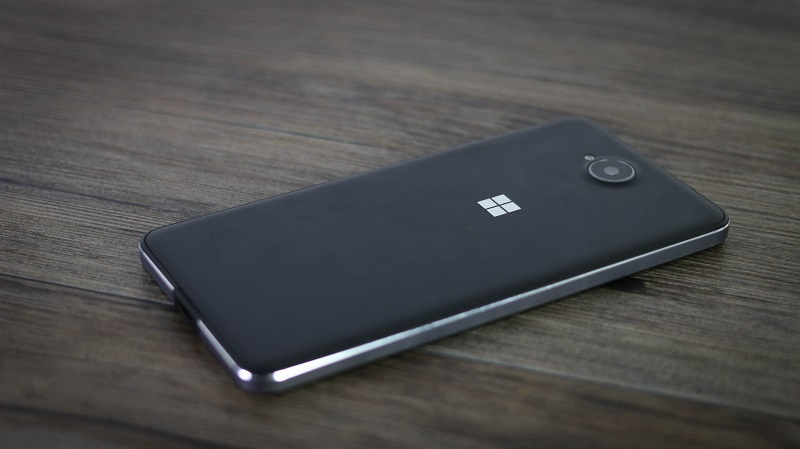
Microsoft Lumia 650, el último teléfono de la gama Lumia con un diseño Premium.

El 3 de septiembre de 2013, Microsoft anunció su intención de adquirir el negocio de telefonía móvil de Nokia (incluyendo los derechos sobre la marca "Lumia" y las marcas de gama baja "Asha" ) por unos 5.000 millones de euros. Stephen Elop se retiró como CEO de Nokia y volvió a unirse a Microsoft como su jefe de dispositivos como parte del acuerdo. Microsoft solo será capaz de utilizar la marca Nokia en la Serie 30 y dispositivos de la Serie 40 durante 10 años. El 19 de noviembre de 2013, los accionistas de Nokia aprobaron la venta de la división a Microsoft. Finalmente, la compra se completó el 25 de abril de 2014 por un precio de 5.440 millones de euros.

### Cambio de nombre
Desde que Microsoft anunciara la compra de la división de telefonía móvil de Nokia, hasta el momento su "mayor socio Windows Phone", se comenzaron a barajar las distintas posibilidades para un cambio de nombre de la gama Lumia. Microsoft finalmente se decantó por mantener la marca Lumia y la rebautizó como Microsoft Lumia. La nueva denominación llegó de forma progresiva a los distintos mercados y fue desapareciendo la marca Nokia. El primer teléfono de la gama Lumia sin la marca Nokia fue el Lumia 535, presentado en noviembre de 2014.

## Modelos de la serie Lumia

### Primera Generación
Estos funcionan exclusivamente con la séptima versión de Windows Phone, excepto el Lumia 810, que viene con Windows Phone 8 preinstalado. Entre los dispositivos se encuentran el Lumia 710, el Lumia 800 y el Lumia 900. Estos fueron los primeros en tener variantes para compañías telefónicas como AT&T o T-Mobile. De todos los dispositivos de la primera generación de la serie, solamente el Lumia 810 integraba Windows Phone 8, por lo que las siguientes versiones que llegarían (Phone 8.1 y Windows 10) se podrían instalar.
| Modelo                         | Lumia 505         | Lumia 510          | Lumia 610         | Lumia 710         | Lumia 800         | Lumia 810         | Lumia 900         |
| ------------------------------ | ----------------- | ------------------ | ----------------- | ----------------- | ----------------- | ----------------- | ----------------- |
| Lanzamiento                    | Enero de 2013     | Septiembre de 2012 | Abril de 2012     | Enero de 2012     | Noviembre de 2011 | Noviembre de 2012 | Abril de 2012     |
| SO inicial                     | Windows Phone 7.8 | Windows Phone 7.5  | Windows Phone 7.5 | Windows Phone 7.5 | Windows Phone 7.5 | Windows Phone 8   | Windows Phone 7.5 |
| Máxima versión de SO soportado | Windows Phone 7.8 | Windows Phone 7.8  | Windows Phone 7.8 | Windows Phone 7.8 | Windows Phone 7.8 | Windows Phone 8.1 | Windows Phone 7.8 |
| Conectividad                   | GSM, HSDPA, Wi-Fi | GSM, HSDPA, Wi-Fi  | GSM, HSDPA, Wi-Fi | GSM, HSDPA, Wi-Fi | GSM, HSDPA, Wi-Fi | GSM, HSDPA, Wi-Fi | añade LTE         |
| Cámara de Vídeo                | 480p @ 30 fps     | 480p @ 30 fps      | 480p @ 30 fps     | 720p @ 30 fps     | 720p @ 30 fps     | 720p @ 30 fps     | 720p @ 30 fps     |

### Segunda Generación
Estos ya tienen incluido la octava versión de Windows Phone y todos son actualizables a 8.1.
Estos dispositivos cuentan con tecnología NFC (excepto 520, 525 y 625), Memoria RAM de 256MB a 2GB, entrada capacitiva multitouch memoria interna de 8 GB hasta 64 GB. 

El Nokia Lumia 1020, Nokia Lumia 920, Nokia Lumia 925 y el Nokia Lumia 820, cuentan con carga inalámbrica y soporte de 4G LTE. A diferencia del resto de dispositivos, el Lumia 2520 es una tableta con Windows RT edición limitada, su adquisición solo es posible bajo ciertas condiciones, a la compañía AT&T.
| Modelo                         | Lumia 520            | Lumia 525            | Lumia 620            | Lumia 625            | Lumia 720             | Lumia 820             | Lumia 822             | Lumia 920             | Lumia 925             | Lumia 928             | Lumia 929             | Lumia 1020            | Lumia 1320            | Lumia 1520            | Lumia 2520            |                       |
| ------------------------------ | -------------------- | -------------------- | -------------------- | -------------------- | --------------------- | --------------------- | --------------------- | --------------------- | --------------------- | --------------------- | --------------------- | --------------------- | --------------------- | --------------------- | --------------------- | --------------------- |
| Lanzamiento                    | Feb de 2013          | Nov de 2013          | Dic de 2012          | Jul de 2013          | Feb de 2013           | Sept de 2012          | Oct de 2012           | Sept de 2012          | May de 2013           | May de 2013           | Feb de 2014           | Jul de 2013           | Oct de 2013           | Oct de 2013           | Dic de 2013           |                       |
| SO inicial                     | Windows Phone 8      | Windows Phone 8      | Windows Phone 8      | Windows Phone 8      | Windows Phone 8       | Windows Phone 8       | Windows Phone 8       | Windows Phone 8       | Windows Phone 8       | Windows Phone 8       | Windows Phone 8       | Windows Phone 8       | Windows Phone 8       | Windows Phone 8       | Windows RT            |                       |
| Máxima versión de SO soportado | Windows Phone 8.1    | Windows Phone 8.1    | Windows Phone 8.1    | Windows Phone 8.1    | Windows Phone 8.1     | Windows Phone 8.1     | Windows Phone 8.1     | Windows Phone 8.1     | Windows Phone 8.1     | Windows Phone 8.1     | Windows 10 Mobile     | Windows 10 Mobile     | Windows 10 Mobile     | Windows 10 Mobile     | Windows RT 8.1        |                       |
| Conectividad                   | GSM, HSDPA, Wi-Fi    | GSM, HSDPA, Wi-Fi    | GSM, HSDPA, Wi-Fi    | añade LTE            | GSM, HSDPA, Wi-Fi     | añade LTE             | añade LTE             | añade LTE             | añade LTE             | añade LTE             | añade LTE             | añade LTE             | añade LTE             | añade LTE             | añade LTE             |                       |
| Cámara de Vídeo                | 1280 × 720p @ 30 fps | 1280 × 720p @ 30 fps | 1280 × 720p @ 30 fps | 1280 × 720p @ 30 fps | 1920 × 1080p @ 30 fps | 1920 × 1080p @ 30 fps | 1920 × 1080p @ 30 fps | 1920 × 1080p @ 30 fps | 1920 × 1080p @ 30 fps | 1920 × 1080p @ 30 fps | 1920 × 1080p @ 30 fps | 1920 × 1080p @ 30 fps | 1920 × 1080p @ 30 fps | 1920 × 1080p @ 30 fps | 1920 × 1080p @ 30 fps | 1920 × 1080p @ 30 fps |

### Tercera Generación
Corren la versión 8.1 del sistema operativo móvil de microsoft, denominado "Lumia Cyan" para dispositivos Lumia. Fueron anunciados inicialmente en abril del 2014 con los dispositivos Lumia 630 y Lumia 930, posteriormente el Lumia 530 fue anunciado en julio del mismo año, los Lumia 730, Lumia 735 y Lumia 830 se introducen en septiembre siendo los últimos dispositivos que portan el nombre de "Nokia" y, finalmente, el Lumia 535, presentado en noviembre y contando ya con el nombre de microsoft.

En enero de 2015 se presentan dos nuevos dispositivos para la gama de entrada de los Lumia, el Lumia 435 y Lumia 532

Los Lumia 435, Lumia 530, Lumia 532, Lumia 535, Lumia 630 y Lumia 730 (así como sus variantes) no cuentan con botón para cámara ya que esta generación la característica se limitó a dispositivos que contaran con tecnología PureView en su cámara.
| Modelo                         | Lumia 430         | Lumia 435         | Lumia 530         | Lumia 532         | Lumia 535         | Lumia 630         | Lumia 635         | Lumia 730          | Lumia 735          | Lumia 830          | Lumia 930         |
| ------------------------------ | ----------------- | ----------------- | ----------------- | ----------------- | ----------------- | ----------------- | ----------------- | ------------------ | ------------------ | ------------------ | ----------------- |
| Lanzamiento                    | Mayo de 2015      | Marzo de 2015     | Julio de 2014     | Enero del 2015    | Noviembre de 2014 | Abril de 2014     | Abril de 2014     | Septiembre de 2014 | Septiembre de 2014 | Septiembre de 2014 | Abril de 2014     |
| SO inicial                     | Windows Phone 8.1 | Windows Phone 8.1 | Windows Phone 8.1 | Windows Phone 8.1 | Windows Phone 8.1 | Windows Phone 8.1 | Windows Phone 8.1 | Windows Phone 8.1  | Windows Phone 8.1  | Windows Phone 8.1  | Windows Phone 8.1 |
| Máxima versión de SO soportado | Windows 10 Mobile | Windows 10 Mobile | Windows Phone 8.1 | Windows 10 Mobile | Windows 10 Mobile | Windows Phone 8.1 | Windows 10 Mobile | Windows 10 Mobile  | Windows 10 Mobile  | Windows 10 Mobile  | Windows 10 Mobile |
| Conectividad                   | GSM, HSDPA, Wi-Fi | GSM, HSDPA, Wi-Fi | GSM, HSDPA, Wi-Fi | 3.5 G             | GSM, HSDPA, Wi-Fi | GSM, HSDPA, Wi-Fi | añade LTE         | añade LTE          | añade LTE          | añade LTE          | añade LTE         |
| Cámara Principal               | 2 MP              | 2 MP              | 5 MP              | 5 MP              | 5 MP              | 5 MP              | 5 MP              | 6.7 MP             | 6.7 MP             | 10 MP              | 20 MP             |

### Cuarta Generación
La cuarta generación de la serie Lumia es la penúltima y la que menos dispositivos ha tenido, ya que la generación duró poco por la salida inminente de la quinta generación con Windows 10 Mobile integrado. La serie x40 es la primera en la que todos los teléfonos han sido producidos por Microsoft. Sus dispositivos soportan totalmente Windows 10 Mobile y el dispositivo de gama alta de esta generación es el Lumia 640 XL, con 13 MP de cámara y con un procesador Qualcomm Snapdragon 400.
| Modelo                         | Lumia 540                | Lumia 640                | Lumia 640 XL             |
| ------------------------------ | ------------------------ | ------------------------ | ------------------------ |
| Lanzamiento                    | Abril de 2015            | Marzo de 2015            | Marzo de 2015            |
| SO inicial                     | Windows Phone 8.1 (GDR2) | Windows Phone 8.1 (GDR2) | Windows Phone 8.1 (GDR2) |
| Máxima versión de SO soportado | Windows 10 Mobile        | Windows 10 Mobile        | Windows 10 Mobile        |
| Procesador                     | Qualcomm Snapdragon 200  | Qualcomm Snapdragon 400  | Qualcomm Snapdragon 400  |
| Conectividad                   | 3.5 G                    | LTE                      | LTE                      |
| Cámara Principal               | 8 MP                     | 8 MP                     | 13 MP                    |

### Quinta Generación
La quinta generación de la gama Lumia utiliza la serie x50 en todos sus dispositivos, que integran Windows 10 Mobile de fábrica. Estos dispositivos fueron anunciados por Microsoft y son los últimos de la gama de Microsoft Lumia. Los dispositivos de gama alta, el Lumia 950 y el 950 XL son dispositivos potentes, pues son los sucesores del Lumia 930 y del Lumia 1520. El Lumia 650 fue el último dispositivo en lanzarse al mercado, con diseño Premium y acabado de aluminio en los lados y tienen 1 GB de RAM.
| Modelo                        | Lumia 550               | Lumia 650              | Lumia 950               | Lumia 950 XL               |
| ----------------------------- | ----------------------- | ---------------------- | ----------------------- | -------------------------- |
| Lanzamiento                   | Diciembre de 2015       | Febrero de 2016        | Diciembre de 2015       | Diciembre de 2015          |
| SO inicial y máximo soportado | Windows 10 Mobile       | Windows 10 Mobile      | Windows 10 Mobile       | Windows 10 Mobile          |
| Procesador                    | Qualcomm Snapdragon 210 | Qualcom Snapdragon 212 | Qualcomm Snapdragon 808 | Qualcomm Snapdragon 810 v2 |
| Cámara Principal              | 5 MP                    | 8 MP                   | 20 MP                   | 20 MP                      |

## Dispositivos cancelados
Los dispositivos Lumia que quedaron como prototipos son los siguientes:
- Lumia 910: Un terminal que mejoraría al Lumia 900 en 2012, ya que el 900 era exclusivo de AT&T con LTE. También tendría 12.1 MP de cámara.
- Lumia 915: También conocido como Lumia Midas, iba a convertirse en Lumia 920 en 2013, pero fue cancelado para hacer más pruebas con las builds Alpha de Windows Phone 8.1. Era de gama alta con tecnología 3D Touch.
- Lumia 1030: También conocido como Lumia McLaren, iba a ser lanzado en 2015 y, al igual que Midas, era de gama alta con tecnología 3D Touch. Tendría 19 MP de cámara trasera y un diseño mejorado del Lumia 1020.
- Lumia 2020: Una tablet mucho mejor que el Lumia 2520 y que iba a ser lanzada en 2014 y tendría un nuevo diseño con cámara mejorada.
- Lumia 935: Más conocido como Lumia Hapanero, fue un terminal hecho para probar el sistema y las apps de Microsoft y que fue utilizado en la conferencia Build 2015. Soporta oficialmente el Surface Pen.
- Lumia 1330: Un dispositivo rumoreado que fue cancelado. Tenía Corning Gorilla Glass 4 y 14 MP de cámara trasera con 32 GB de almacenamiento. Estaría previsto para 2015.
- Lumia 940: Un dispositivo que soportaba el Surface Pen y continuaba el diseño del Lumia 930. Además, tendría una mejor cámara y más almacenamiento.
- Lumia 1050: Un dispositivo que retomaría la idea original del Lumia McLaren pero con 50 MP de cámara trasera. Estaría previsto para haber sido lanzado en 2016.
- Lumia 650 XL: También conocido como Lumia 850, iba a ser un terminal más grande que el 650 y de gama media-alta, siguiendo el ejemplo del Lumia 640 XL. A diferencia del Lumia 650, éste tendría más megapíxeles de cámara y Qualcomm Snapdragon 617, pero también tendría una pantalla IPS LCD.
- Lumia 750: Un dispositivo preparado para 2015 que no vio la luz, pero que era del estilo y diseño de los antiguos terminales de la línea x30, siguiendo el aspecto del Lumia 730.
- Lumia 555: Iba a ser un dispositivo preparado para mejorar un poco el Lumia 550, pero que no llegó a ver la luz.
- Lumia 350: Un dispositivo de gama baja con una pantalla muy pequeña y 512 MB de RAM que, en prototipos posteriores, se volvió un feature phone y finalmente fue cancelado.
- Lumia 450: Un dispositivo con un diseño adelantado, con pantalla que llegaba hasta casi los bordes y era de gama baja. Este dispositivo iba a ser el Lumia 435, pero fue cancelado. El dispositivo también estaba preparado para conquistar la gama baja.
- Lumia 960: También conocido como Lumia "id343-3", es un dispositivo que estaba pensado salir a finales de 2016 que renovaría al Lumia 950 y al 950 XL con cuerpo metálico, cámara de más de 20 MP, integraría Windows Hello y soportaría el Surface Pen oficialmente.

## Significado de la palabra "Lumia"
El nombre Lumia se deriva de una forma de la palabra 'lumi', que significa 'nieve' en el idioma finés. Sorprendentemente lumia, según la definición de la Real Academia Española, el diccionario oficial de la lengua española, significa prostituta en español, que es la lengua materna de 414 millones de personas y un mercado clave. Parece que Nokia eligió este nombre consciente del significado en español, pero basándose en el hecho de que no es una palabra muy utilizada.

## Ventas
Desde la introducción de Windows 10 Mobile las ventas han caído trimestre tras trimestre, pues cada vez hubo menos producción de dispositivos a nivel mundial, incluyendo que no hubo tanta variedad en las series x40 y x50.
|        | Región                        | T4 2011 | T1 2012 | T2 2012 | T3 2012 | T4 2012 | T1 2013 | T2 2013 | T3 2013 | T4 2013 | T1 2014 | T2 2014 | T3 2014 | T4 2014 | T1 2015 | T2 2015 | T3 2015 | T4 2015 | T1 2016 | T2 2016 | Total |
| Ventas | Norteamérica                  | 0,5     | 0,6     | 0,6     | 0,3     | 0,7     | 0,4     | 0,5     | 1,4     | -       | -       | -       | -       | -       | -       | -       | -       | -       | -       | -       |       |
| Ventas | Resto del mundo               | 0,5     | 1,4     | 3,4     | 2,6     | 3,7     | 5,2     | 6,9     | 7,4     | -       | -       | -       | -       | -       | -       | -       | -       | -       | -       | -       |       |
| Ventas | Ventas mundiales trimestrales | 1       | 2       | 4       | 2,9     | 4,4     | 5,6     | 7,4     | 8,8     | 8,2     | 8       | 5,8     | 9,3     | 10,5    | 8,6     | 8,4     | 5,8     | 4,5     | 2,3     | 1,2     | 99,8  |